# Novîi Rohoveț, Zbaraj
Novîi Rohoveț (în ucraineană Новий Роговець) este un sat în comuna Vîșci Lubeankî din raionul Zbaraj, regiunea Ternopil, Ucraina.

## Demografie
Componența lingvistică a localității Novîi Rohoveț
     Ucraineană (99,79%)
     Alte limbi (0,21%)
Conform recensământului din 2001, majoritatea populației localității Novîi Rohoveț era vorbitoare de ucraineană (99,79%), existând în minoritate și vorbitori de alte limbi.